# Guillaume van Cutsem
Pour l’article homonyme, voir Van Cutsem.
Guillaume van Cutsem, né le 17 novembre 1749 à Leeuw-Saint-Pierre et mort le 1er juillet 1825 à Bruxelles, est un jurisconsulte et homme politique, député du département des Deux-Nèthes.

## Biographie
D'une famille patricienne brabançonne, Guillaume Van Cutsem est le fils de Philippe van Cutsem et de Catherine Nerinckx.
Il a été, sous le régime autrichien, conseiller au Grand conseil de Malines et professeur à l'Université de Louvain.
Lorsque les anciens Pays-Bas autrichiens devinrent provinces françaises, il adhéra au nouveau régime et devient juge, puis Président de la Cour criminelle de Malines et est élu le 14 janvier 1801 député des Deux-Nèthes au Corps Législatif de France. Il restera député jusqu'à la séparation de la future Belgique et de la France, en 1814.
Il devient conseiller à la Cour Impériale de Justice de Bruxelles le 30 avril 1811, puis conseiller à la Cour supérieure de Justice sous Guillaume Ier des Pays-Bas.
Il fut membre de l'ordre français de la Légion d'honneur, et après la création du royaume des Pays-Bas, il fut fait chevalier de l'ordre du Lion belgique.
Sa nièce Pétronille van Cutsem, fille de son frère François, épousa en premières noces François Wittouck, né le 22 août 1783 et décédé le 24 mars 1814, fils de Guillaume Wittouck, magistrat. Son mari François Wittouck est mort après avoir été sauvagement frappé à coups de knout par les cosaques russes qui bivouaquaient à Leeuw-Saint-Pierre.  Elle épousa en secondes noces à Leeuw-Saint-Pierre le 20 août 1828, François-Joseph Dindal, né à Bruxelles, baptisé à Sainte-Gudule le 5 août 1791 et décédé à Ixelles le 25 mai 1866, juriste, avocat, banquier, homme d'affaires et homme politique belge qui fut vice-président du sénat de 1848 à 1851.

## Sources
- Frederic Auguste Ferdinand Thomas baron de Reiffenberg, « Le Bibliophile belge, Volume 1 ; Volume 9 », M. Hayez, 1852
- P. Chibert, E. Colin, « Biographie de Guillaume van Cutsem, (1749-1825) », Godenne, 1910
- Dictionnaire des parlementaires français de 1789 à 1889 (A.Robert et G.Cougny)